# Centre-Nord
Centre-Nord er en af Burkina Fasos 13 regioner. Centre-Nord havde i 2006 1.203.073 indbyggere. Regionshovedstaden er Kaya. Regionen består af tre provinser: Bam, Namentenga og Sanmatenga.